# Jaskółkowate
Jaskółkowate (Hirundinidae) – rodzina ptaków z rzędu wróblowych (Passeriformes), do której należy ponad 80 gatunków.

## Występowanie
Rodzina obejmuje gatunki owadożerne zamieszkujące całą kulę ziemską poza najwyższymi szerokościami geograficznymi.

## Charakterystyka
Ptaki te charakteryzują się następującymi cechami:
- długość ciała 11–25 cm[6],
- krótki dziób i szeroka paszcza,
- długie, ostro zakończone skrzydła,
- w przeciwieństwie do jerzyków są zdolne do chodzenia po ziemi,
- na ogół brak dymorfizmu płciowego,
- żywią się owadami chwytanymi w locie, stąd wysokość lotu zależy od wilgotności powietrza,
- gniazda na skałach, budynkach lub w norach (bardzo rzadko na drzewach), w skład materiału na gniazdo zawsze wchodzi ślina ptaka,
- zwykle jeden do dwóch lęgów w roku, w zniesieniu 4 do 6 jaj,
- gatunki północne wędrowne, południowe osiadłe.

## Systematyka
Do rodziny zaliczane są następujące podrodziny:
- Pseudochelidoninae Shelley, 1896 – jaskólniki
- Hirundininae Rafinesque, 1815 – jaskółki